# Лядов Григорій Григорович
Григо́рій Григо́рович Ля́дов (рос. Григорий Григорьевич Лядов: 5 грудня 1921 — 31 травня 1944)  — старший льотчик-спостерігач 511-го окремого розвідувального Ясського авіаційного полку (5-а повітряна армія, 2-й Український фронт), Герой Радянського Союзу (1944), капітан.

## Біографія
Народився 5 грудня 1921 року в селі Красна Слудка Верхньо-Городковського району Пермської області (нині Добрянський район Пермського краю) в селянській родині. Росіянин. Закінчив пермську середню школу № 1 у 1939 році.
У лавах РСЧА з 1939 року. У 1940 році закінчив Челябінське військове аваіційне училище.
Учасник німецько-радянської війни з жовтня 1941 року. Бойовий шлях молодший лейтенант Г. Г. Лядов розпочав на посаді стрільця-бомбардира 511-го швидкісного бомбардувального авіаційного полку на Західному фронті. Брав участь у розгромі німців під Москвою, в районі Рогачова, Клина.
З червня 1943 року — старший льотчик-спостерігач 511-го окремого розвідувального авіаційного полку на Степовому та 2-у Українському фронтах.
За отриманими ним розвідувальними даними радянська штурмова і бомбардувальна авіація завдавала авіаційних ударів по скупченнях живої сили і техніки ворога в районі Бєлгорода, Мерефи, Кременчука, Олександрії.
Особливо відзначився під час авіаційної розвідки ворожої оборони на Дніпрі: 28 серпня 1943 року виявив інтенсивне пересування мото-механізованих колон ворога, що було підтверджене фотозйомкою; 13 вересня сфотографував оборону ворога по правому березі Дніпра в районі Дніпропетровськ, Мишурин Ріг; 12 жовтня при протидії ворожих винищувачів з висоти 5000 м без прикриття двічі заходив на фотографування переднього краю оборони супротивника протяжністю 70 км від Куцеволівки до Верхньодніпровська.
8 травня 1944 року, коли авіація не піднімалась у повітря через важкі погодні умови, Г. Г. Лядов з льотчиком В. Г. Завадським з висоти 100 м провели розвідку й виявили відступ мотомеханізованої колони ворога у 3-4 ряди з Умані на південь.
Всього до квітня 1944 року на літакові Пе-2 здійснив 115 бойових вильотів на ближню і дальню розвідку ворожих укріплень, скупчень живої сили і техніки супротивника. Всього ним з відмінним результатом здійснено фотозйомку на площі у 9738 км². У 6 повітряних боях з авіацією ворога екіпажем збито 2 винищувачі супротивника.
31 травня 1944 року загинув у повітряному бою. Похований на південно-західній околиці села Сінгурень Ришканського району Молдови.

## Нагороди
Указом Президії Верховної Ради СРСР від 26 жовтня 1944 року за зразкове виконання бойових завдань командування на фронті боротьби з німецько-фашистськими загарбниками та виявлені при цьому відвагу і героїзм, капітанові Лядову Григорію Григоровичу присвоєне звання Героя Радянського Союзу (посмертно).
Нагороджений орденами Леніна (26.10.1944), Червоного Прапора (1942), Вітчизняної війни 1-го ступеня (18.11.1943), медаллю «За відвагу» (22.03.1942).

## Пам'ять
На честь Г. Г. Лядова село Сингурени було перейменоване у Лядовени, в селі встановлено погруддя льотчика.
У селі Красна Слудка ім'ям Григорія Лядова названо вулицю, а на будинку, у якому він жив, встановлено меморіальну дошку.